# Wuling Nebula
Wuling Nebula (кит. 五菱星云; пиньинь Wǔlíng Xingyun) — компактный кроссовер, выпускающийся с 2023 года подразделением SAIC-GM-Wuling.

## Описание
Wuling Nebula был представлен в августе 2023 года. От Baojun RM-5 автомобиль отличается эстетикой, богатой округлыми формами, с большими, продуманными двухрядными фарами. Между фарами появился большой воздухозаборник, украшенный имитацией хрома. Задняя часть увенчана узкой светлой полосой.
Пассажирский салон выполнен в строгой, простой эстетике. Приборная панель и вентиляционные отверстия расположены вертикально. Между отверстиями расположен 10,25-дюймовый сенсорный экран. Операционная система — Ling OS.
На китайском рынке автомобиль продаётся с сентября 2023 года.

## Технические характеристики
Wuling Nebula оснащён 2,0-литровым атмосферным двигателем внутреннего сгорания мощностью 130 кВт (174 л. с.) и крутящим моментом 320 Н⋅м. ДВС сочетается в паре с электродвигателем. Максимальная скорость составляет 135 км/ч.